# Куявка
Куявка (пол. Kujawka) — село в Польщі, у гміні Бондково Александровського повіту Куявсько-Поморського воєводства.
Населення — 204 особи (2011).
У 1975-1998 роках село належало до Влоцлавського воєводства.

## Демографія
Демографічна структура станом на 31 березня 2011 року:
|          | Загалом | Допрацездатний вік | Працездатний вік | Постпрацездатний вік |
| -------- | ------- | ------------------ | ---------------- | -------------------- |
| Чоловіки | 107     | 14                 | 75               | 18                   |
| Жінки    | 97      | 15                 | 56               | 26                   |
| Разом    | 204     | 29                 | 131              | 44                   |